# 강변역
강변(동서울터미널)역 (江邊(東서울터미널)驛, Gangbyeon(Dongseoul Bus Terminal)station)은 서울특별시 광진구 구의3동에 위치한 서울 지하철 2호선의 지하철역이다. 동서울터미널은 병기역명이다.

## 역사
- 1980년 5월 28일: 강변(동서울터미널)역으로 역명 결정[2]
- 1980년 10월 31일: 서울 지하철 2호선 신설동~종합운동장 구간 개통과 함께 영업 개시
- 2006년 6월 6일: 난간형 스크린도어 설치

## 역 구조
2면 2선의 상대식 승강장이며 잠실철교를 통하여 잠실나루역으로 연결된다. 또한 역사 내 승강장에는 난간형 스크린도어가 설치되어 있다. 출구는 4개가 있다. 이 역은 개찰구를 거치지 않고도 반대편 승강장으로 횡단이 가능하다.

### 승강장
| 구의 ↑     |
| \| 외      |
| ↓ 잠실나루 |

| 외선 순환 | ● 서울 지하철 2호선 | 건대입구 · 성수 · 왕십리 · 시청 방면 |
| 내선 순환 | ● 서울 지하철 2호선 | 잠실 · 삼성 · 강남 · 교대 방면       |

## 개요
강변역 건너편에 동서울종합터미널이 마주보고 있다. 이 역에서 동서울종합터미널과 직접적으로 연결되는 통로는 없으므로 동서울종합터미널로 가려면 이 역의 4번 출구로 나와서 횡단보도를 건너서 접근해야 한다. 동서울종합터미널로 진입하는 고속버스 및 시외버스들은 중부고속도로 동서울 요금소를 통과한 후 수도권제1순환고속도로 강일 나들목 혹은 한남대교·성수대교와 올림픽대로, 잠실대교를 거쳐 강변역에서 U턴하여 하차장으로 진입하기 때문에 동서울종합터미널 인근으로 운행하는 경기도 면허 시내버스까지 겹쳐 주변 교통이 혼잡한 편이다. 대한민국 최초로 난간형 스크린도어가 설치된 역이다.

## 역 주변
- 강변북로 (일산방향)
- 강변테크노마트
  - 롯데마트 강변점
  - CGV 강변
- 서울구남초등학교
- 동서울종합터미널
- 서울광진학교
- 올림픽대로
- 잠실철교
- 강변역 주변 정류장(A,B,C,D)

## 이용객 변동
| 노선  | 노선   | 일평균 인원수 (명/일) | 일평균 인원수 (명/일) | 일평균 인원수 (명/일) | 일평균 인원수 (명/일) | 일평균 인원수 (명/일) | 일평균 인원수 (명/일) | 일평균 인원수 (명/일) | 일평균 인원수 (명/일) | 일평균 인원수 (명/일) | 일평균 인원수 (명/일) | 각주  |
| 노선  | 노선   | 2000년                | 2001년                | 2002년                | 2003년                | 2004년                | 2005년                | 2006년                | 2007년                | 2008년                | 2009년                | 각주  |
| ----- | ------ | --------------------- | --------------------- | --------------------- | --------------------- | --------------------- | --------------------- | --------------------- | --------------------- | --------------------- | --------------------- | ----- |
| 2호선 | 승차   | 62,825                | 61,423                | 62,004                | 60,630                | 60,313                | 59,634                | 59,363                | 58,992                | 60,302                | 57,750                | [ 5 ] |
| 2호선 | 하차   | 62,614                | 61,424                | 62,247                | 60,065                | 59,392                | 58,566                | 57,807                | 56,878                | 58,342                | 56,611                | [ 5 ] |
| 2호선 | 승하차 | 125,440               | 122,847               | 124,252               | 120,696               | 119,706               | 118,200               | 117,171               | 115,870               | 118,645               | 114,361               | [ 5 ] |
| 노선  | 노선   | 2010년                | 2011년                | 2012년                | 2013년                | 2014년                | 2015년                | 2016년                | 2017년                | 2018년                |                       | [ 5 ] |
| 2호선 | 승차   | 57,807                | 55,906                | 54,335                | 53,307                | 53,556                | 51,554                | 50,190                | 48,327                | 46,647                |                       | [ 5 ] |
| 2호선 | 하차   | 57,133                | 55,164                | 53,646                | 52,886                | 53,156                | 51,235                | 49,924                | 47,875                | 46,137                |                       | [ 5 ] |
| 2호선 | 승하차 | 114,940               | 111,070               | 107,981               | 106,193               | 106,712               | 102,789               | 100,114               | 96,202                | 92,784                |                       | [ 5 ] |

## 인접한 역
| 서울 지하철 2호선 을지로순환선 | 서울 지하철 2호선 을지로순환선 | 서울 지하철 2호선 을지로순환선 |
| ------------------------------ | ------------------------------ | ------------------------------ |
| 213 구의 외선 순환             | ● 서울 지하철 2호선            | 215 잠실나루 내선 순환         |

## 사진

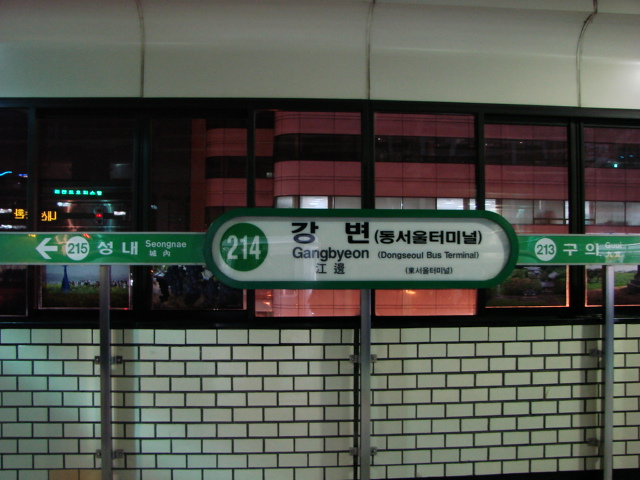
역명판 (교체 전)
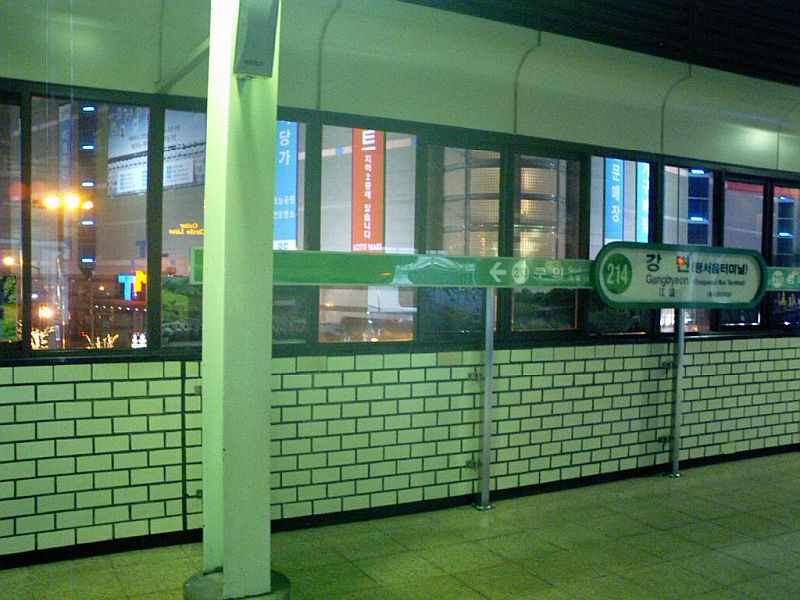